# チャンス・アダムス
チャンス・アダムス（Chance Adams, 1994年8月10日 - ）は、アメリカ合衆国アリゾナ州マリコパ郡スコッツデール出身のプロ野球選手（投手）。右投右打。MLBのコロラド・ロッキーズ傘下所属。

## 経歴

### プロ入りとヤンキース時代

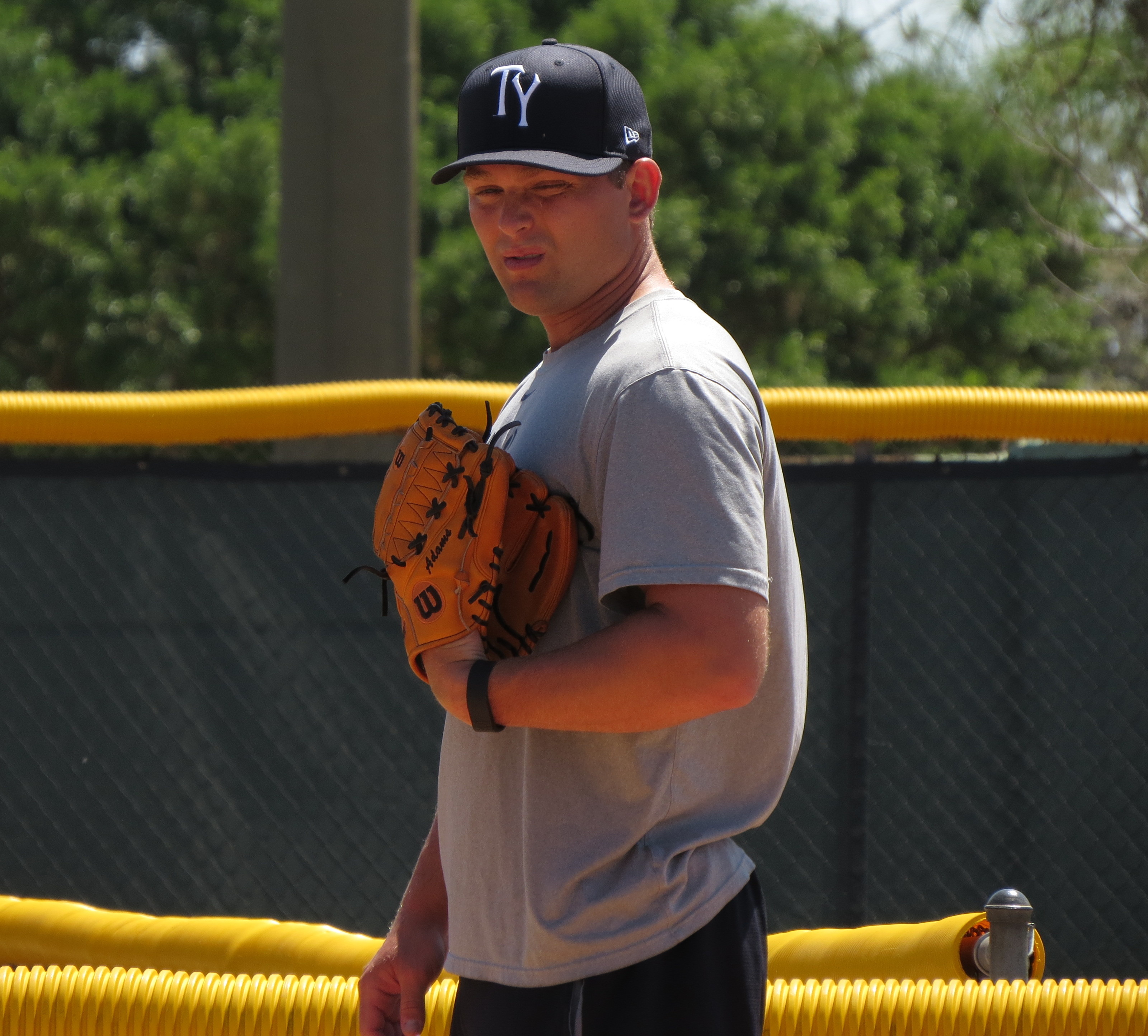
A+級タンパ・ヤンキース時代
(2016年4月9日)

2015年のMLBドラフト5巡目（全体153位）でニューヨーク・ヤンキースから指名され、プロ入り。契約後、傘下のA-級スタテンアイランド・ヤンキースでプロデビュー。また、A級チャールストン・リバードッグスとA+級タンパ・ヤンキースでもプレーし、3球団合計で14試合に登板して3勝1敗、防御率1.78、45奪三振を記録した。
2016年はA+級タンパとAA級トレントン・サンダーでプレーし、2球団合計で25試合（先発24試合）に登板して13勝1敗、防御率2.33、144奪三振を記録した。
2017年はAA級トレントンとAAA級スクラントン・ウィルクスバリ・レイルライダースでプレーし、2球団合計で27試合に先発登板して15勝5敗、防御率2.45、135奪三振を記録した。
2018年にMLB.comが発表したプロスペクトランキングでは、ヤンキースの組織内で6位（シーズン途中で4位に上昇）にランクインした。シーズンでは開幕からAAA級スクラントン・ウィルクスバリでプレーし、8月4日にメジャー契約を結んでアクティブ・ロースター入りした。メジャーデビューとなった同日のボストン・レッドソックス戦では先発して5回3失点の投球で敗戦投手となった。この年メジャーでは先発で1試合、リリーフで2試合に登板し、0勝1敗、防御率7.04、WHIP1.57だった。
2019年はリリーフ要員として前年を上回る13試合に登板し、5月25日のカンザスシティ・ロイヤルズ戦でメジャー初勝利を挙げた。オフの12月18日にDFAとなった。

### ロイヤルズ時代
2019年12月23日にクリスチャン・ペレスとのトレードで、ロイヤルズへ移籍した。
2020年8月24日のセントルイス・カージナルス戦でロイヤルズの選手として初登板を果たした。オフの10月にはトミー・ジョン手術を受け、11月20日にマイナー契約で傘下のAAA級オマハ・ストームチェイサーズへ配属された。
2021年はシーズンの大半をリハビリに費やし、終盤の9月に復帰を果たしてルーキー級ACLロイヤルズとAAA級オマハで計6試合に登板したが、防御率8.53と苦戦した。シーズン終了後の11月7日にFAとなった。
2022年は無所属だった。

### ロッキーズ傘下時代
2023年5月15日にコロラド・ロッキーズとマイナー契約を結んだ。

## 投球スタイル
内野手のようなテイクバックの小さいフォームから放る90mph台の速球とスライダーが武器である。

## 詳細情報

### 年度別投手成績
| 年 度    | 球 団    | 登 板 | 先 発 | 完 投 | 完 封 | 無 四 球 | 勝 利 | 敗 戦 | セ 丨 ブ | ホ 丨 ル ド | 勝 率 | 打 者 | 投 球 回 | 被 安 打 | 被 本 塁 打 | 与 四 球 | 敬 遠 | 与 死 球 | 奪 三 振 | 暴 投 | ボ 丨 ク | 失 点 | 自 責 点 | 防 御 率 | W H I P |
| -------- | -------- | ----- | ----- | ----- | ----- | -------- | ----- | ----- | -------- | ----------- | ----- | ----- | -------- | -------- | ----------- | -------- | ----- | -------- | -------- | ----- | -------- | ----- | -------- | -------- | ------- |
| 2018     | NYY      | 3     | 1     | 0     | 0     | 0        | 0     | 1     | 0        | 0           | .000  | 34    | 7.2      | 8        | 3           | 4        | 0     | 0        | 4        | 0     | 0        | 7     | 6        | 7.04     | 1.57    |
| 2019     | NYY      | 13    | 0     | 0     | 0     | 0        | 1     | 1     | 1        | 0           | .500  | 124   | 25.1     | 39       | 7           | 11       | 0     | 2        | 23       | 1     | 1        | 25    | 24       | 8.53     | 1.97    |
| 2020     | KC       | 6     | 0     | 0     | 0     | 0        | 0     | 0     | 0        | 0           | ----  | 40    | 8.2      | 15       | 1           | 0        | 0     | 0        | 6        | 2     | 0        | 9     | 9        | 9.35     | 1.73    |
| MLB：3年 | MLB：3年 | 22    | 1     | 0     | 0     | 0        | 1     | 2     | 1        | 0           | .333  | 198   | 41.2     | 62       | 11          | 15       | 0     | 2        | 33       | 3     | 1        | 41    | 39       | 8.42     | 1.85    |

- 2020年度シーズン終了時

### 年度別守備成績
| 年 度 | 球 団 | 投手（P） | 投手（P） | 投手（P） | 投手（P） | 投手（P） | 投手（P） |
| 年 度 | 球 団 | 試 合     | 刺 殺     | 補 殺     | 失 策     | 併 殺     | 守 備 率  |
| ----- | ----- | --------- | --------- | --------- | --------- | --------- | --------- |
| 2018  | NYY   | 3         | 1         | 0         | 0         | 0         | 1.000     |
| 2019  | NYY   | 13        | 0         | 2         | 0         | 0         | 1.000     |
| 2020  | KC    | 6         | 0         | 1         | 0         | 0         | 1.000     |
| MLB   | MLB   | 22        | 1         | 3         | 0         | 0         | 1.000     |

- 2020年度シーズン終了時

### 背番号
- 43（2018年）
- 35（2019年 - 同年途中）
- 72（2019年途中 - 同年終了）
- 48（2020年）